# Lucas (Wisconsin)
Lucas es un municipio del condado de Dunn, Wisconsin, Estados Unidos. Tiene una población estimada, a mediados de 2023, de 711 habitantes.

## Geografía
Está ubicado en las coordenadas 44°53′39″N 92°04′14″O / 44.89417, -92.07056 (44.894138, -92.070564). Según la Oficina del Censo, tiene una superficie total de 92.51 km², de los cuales 92.46 km² corresponden a tierra firme y 0.05 km² están cubiertos de agua.

## Demografía
Según el censo de 2020, en ese momento había 698 personas residiendo en la zona. La densidad de población era de 7.55 hab./km². El 95.42% de los habitantes eran blancos, el 0.14% era amerindio, el 1.43% eran asiáticos, el 0.72% eran de otras razas y el 2.29% eran de una mezcla de razas. Del total de la población, el 1.72% eran hispanos o latinos de cualquier raza.